# Rodsteenseje
Rodsteenseje er en privatejet herregård 2 km syd for Odders centrum. Den fredede hovedbygning er opført i 1681.
Rodsteenseje er opstået af herregården Hovedstrup. Gården og landsbyen Hovitorp/Hovedstrup lå hvor boligkvarteret Præstelunden i dag ligger mellem Houvej og Randlevvej i det sydøstlige Odder. Gården nævnes i første del af 1300-tallet og forblev privatejet indtil 1481, hvor gården blev lagt ind under kronen og godset Åkær.
Efter tabet af Skåne i 1660 overtog rigets drost Joachim Gersdorff blandt andre Åkær med Hovedstrup. Gersdorff fik dette som erstatning for afgivet land i Skåne. Gersdorff døde allerede i 1661 og hans ni arvinger delte arven. Det blev datteren Sophie Amalie der fik Hovedstrup. Hun var gift med Admiral Rodsteen.
Sophie Amalie og Admiral Rodsteen ændrede nu gårdens navn til Rodsteenseje og i 1681 byggede de en ny hovedbygning 1 km mod syd: En trefløjet bindingsværksbygning i en etage over en høj kælder der var kampestensbeklædt. I 1700-tallet blev der tilføjet et tårn på gårdsiden. Gården gik i arv til 1817. I 1835 blev den købt af Otto Valdemar Hagemann på auktion.
En senere ejer Eigil Schmiegelow oprettede et mejeri på gården. Gårdens ejere er en del af byen Odders historie idet gården ligger lige syd for byen. Steen Steensen Blicher kom i en periode på gården. Avlsbygningerne brændte i 1918 og nye måtte opføres. 
Rodstenseje Gods er på 271,2 hektar. 

## Ejere af Rodstenseje
- (1320-1340) Laurids Truidsen
- (1340) Cecilie Lauridsdatter Truidsen gift Rostrup
- (1340-1353) Markvard Rostrup
- (1353) Elsebe Markvardsdatter Rostrup gift Allæsen
- (1353-1395) Jens Allæsen
- (1395-1420) Elsebe Markvardsdatter Rostrup gift Allæsen
- (1420-1450) Laurids Jensen Allæsen
- (1450-1485) Christen Steen
- (1485-1540) Henrik Christensen Steen
- (1540-1575) Christen Henriksen Steen
- (1575) Else Christensdatter Steen gift Brockenhuus
- (1575-1581) Oluf Brockenhuus
- (1581-1661) Kronen
- (1661) Joachim von Gersdorff
- (1661-1674) Joachim von Gersdorffs dødsbo
- (1674) Sophie Amalie Joachimsdatter von Gersdorff gift Rodsteen
- (1674-1706) Jens Rodsteen
- (1706) Øllegaard Jensdatter Rodsteen gift Rantzau
- (1706-1724) Frederik Christian Rantzau
- (1724-1736) Øllegaard Jensdatter Rodsteen gift Rantzau
- (1736-1754) Malte Hannibalsen Sehested
- (1754-1790) Sophie Amalie Rantzau gift Sehested
- (1790-1791) Mette Sophie Maltesdatter Sehested gift von Weinigel
- (1791-1797) Peter von Weinigel
- (1797-1817) Mette Sophie Maltesdatter Sehested gift von Weinigel
- (1817-1835) Christian Magnus von Voss[6]
- (1835-1857) Otto Valdemar Hagemann
- (1857-1869) Torkild Christian Dahl / Henrik Christian Leonhard Møller
- (1869-1915) Christian Frederik Emil von Holstein-Rathlou
- (1915) Christen Lund
- (1915-1927) Aksel Høyer
- (1927-1954) Eigil Schmiegelow
- (1954-1990) A.W. Nielsen / Rodstenseje Hovedgård A/S
- (1990-2011) Rodstenseje Hovedgård A/S v/a Kirsten Eriknauer[7][8]
- (2011-) Johan Koed-Jørgensen[9]